# Ulugurucharax uluguruensis
Ulugurucharax uluguruensis är en insektsart som beskrevs av Oliver Zompro 2005. Ulugurucharax uluguruensis ingår i släktet Ulugurucharax och familjen Bacillidae. Inga underarter finns listade i Catalogue of Life.